# Bagnolo Piemonte
Bagnolo Piemonte é uma comuna italiana da região do Piemonte, província de Cuneo, com cerca de 5.431 habitantes. Estende-se por uma área de 62 km², tendo uma densidade populacional de 88 hab/km². Faz fronteira com Barge, Bibiana (TO), Cavour (TO), Crissolo, Luserna San Giovanni (TO), Ostana, Rorà (TO), Villar Pellice (TO).

## Demografia
| Variação demográfica do município entre 1861 e 2011                               |
|                                                                                   |
| Fonte: Istituto Nazionale di Statistica (ISTAT) - Elaboração gráfica da Wikipedia |